# Adolphe Groscol
Adolphe Groscol, född 12 maj 1904, död 24 augusti 1985, var en friidrottare från Belgien. Han deltog vid olympiska sommarspelen 1928.